# Система Земля — Луна

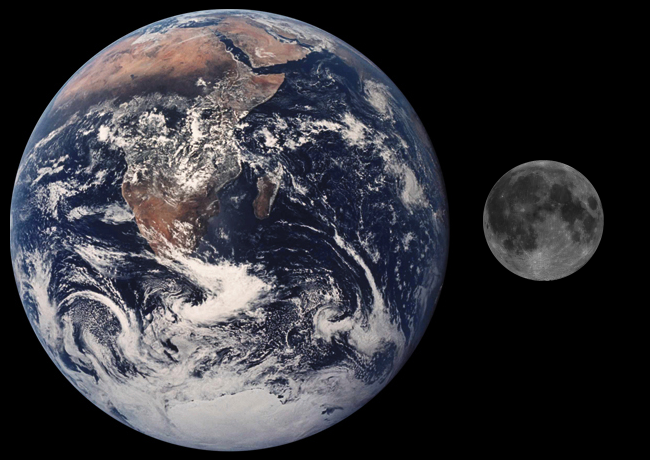
Сравнительные размеры Земли и Луны

Система Земля — Луна — гравитационно связанная двойная система, состоящая из Земли, Луны и множества небольших объектов, находящихся в их гравитационном поле. Единственная двойная система Внутренней Солнечной системы.

## Состав
В систему входят:
- Планета Земля и её естественный спутник Луна
- Несколько тысяч искусственных спутников и несколько орбитальных станций на орбитах Земли
- Несколько небольших околоземных астероидов (2006 RH120, 2020 CD3)
- Несколько спутников на орбитах Луны и в точке Лагранжа L2 системы («Цюэцяо»)
- Расположенные в точках Лагранжа L4 и L5 системы облака Кордылевского.

## Свойства
Поскольку масса Луны составляет около 1/81 от массы Земли, центр масс системы находится на расстоянии 1/82 радиуса лунной орбиты от центра Земли — под земной поверхностью, поэтому система Земля — Луна не является двойной планетой, в отличие например от системы Плутон — Харон. Движение этого центра масс (его геоцентрическая скорость в 82 раза меньше лунной, и примерно равна 12,5 м/с) ответственно за приливы и отливы, являющиеся зримым следствием гравитационной связанности системы (хотя существенным фактором является и гравитация Солнца, всё же она оказывает вдвое меньший эффект). Обратное гравитационное воздействие, Земли на Луну, является одной из причин лунотрясений. Оно могло бы быть гораздо сильнее, если бы Луна не находилась в приливном захвате, из-за которого вектор этого воздействия лишь немного колеблется благодаря либрации.

Срез гравитационных колодцев Земли и Луны. P — точка Лагранжа L1.

В ночном небе Земли Луна является крупнейшим светилом. Её вид меняется с периодом в 29,5 суток. При полнолунии свет Луны (точнее, отражённый ею свет Солнца) имеет звёздную величину −12,7m. Земля же на небе Луны видна лишь в её видимом полушарии, зато является крупнейшим и вторым по яркости после Солнца светилом (лунной ночью — самым ярким).

## Применение
Точка L1 системы, удалённая от центра Земли примерно на 315 тыс. км, может стать идеальным местом строительства орбитальной станции, позволяющей добраться до Луны с минимальными затратами топлива и стать ключевым узлом грузопотока между Землёй и Луной. Однако на 2022 год ни одного космического аппарата в этой точке пока нет.
В 2022 году журнал Physical Review Letters опубликовал статью, в которой систему предлагается использовать в качестве огромного естественного детектора гравитационных волн — с помощью высокоточной локации расстояния до Луны.

Транзит Луны перед Землёй, снятый из точки Лагранжа L1 системы Солнце—Земля аппаратом DSCO в 2015 году, с расстояния до Земли около 1,6 млн км.